# 联氟螨
联氟螨是一种含氟有机化合物，化学式C16H15FO2，能用作杀螨剂，被美国环境保护局（EPA）列入极度危险物质列表。